# Distretto di Doem Bang Nang Buat
Il distretto di Doem Bang Nang Buat (in thailandese: เดิมบางนางบวช) è un distretto (amphoe) della Thailandia, situato nella provincia di Suphanburi.